# Allium galileum
Allium galileum — вид трав'янистих рослин родини амарилісові (Amaryllidaceae), поширений у західній Азії.

## Поширення
Поширений у східному Середземномор'ї (Сирія, Йорданія, Ліван, Палестина та Ізраїль).
Трапляється в сосновому лісі, чагарниках, включаючи деградований ліс.

## Загрози та охорона
Значні загрози не відомі. Охоронні дії не проводяться.